# Kirakos de Gandzak
Kirakos de Gandzak ou Kirakos Gandzaketsi (en arménien Կիրակոս Գանձակեցի ; ca. 1200/1202 - 1271) est un historien arménien du XIIIe siècle. 
Il est l'auteur d'une Histoire des Arméniens, un récit s'étalant du IVe au XIIe siècle accompagné d'une description détaillée des événements de sa propre époque. L'œuvre se concentre principalement sur l'histoire de l'Arménie médiévale, du Caucase et du Proche-Orient, et constitue une source primaire pour l'étude des invasions mongoles ; elle contient également la première liste attestée de mots mongols. Elle a notamment été traduite en latin, en français et en russe.

## Biographie

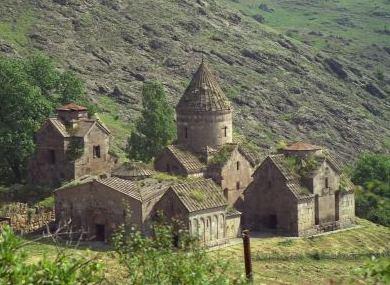
Complexe monastique de Nor Getik (Gochavank).

Kirakos est né vers 1200 dans la région de Gandzak (région azerbaïdjanaise moderne de Gandja) en Arménie historique et commence ses études au monastère de Nor Getik (où il rencontre et se lie d'amitié avec Vardan Areveltsi). Élève du vardapet Hovhannès Vanakan (un disciple de Mkhitar Goch), il le suit en 1215 avec ses condisciples au monastère de Khoranachat, au Tavush. Lors des invasions mongoles des années 1230, Kirakos et son mentor sont capturés en 1236. Ils servent alors les Mongols en tant que secrétaires ; pendant cette période, Kirakos va apprendre le mongol, lui permettant ainsi de compiler une liste de 55 mots mongols accompagnés de leur signification en arménien. Durant l'été 1236, Vanakan est libéré par le versement d'une rançon et Kirakos parvient à s'évader ; tous deux retournent à Nor-Getik.
À la mort de Vanakan en 1251, Kirakos reprend ses fonctions et devient maître d'école. En 1255, il est reçu en audience par le roi de Petite-Arménie Héthoum Ier à Vardenis (Aragatsotn), de retour de la visite rendue au khan mongol Möngke, et l'informe de ses activités de vardapet dans la région. 
En dehors de quelques séjours en Cilicie, Kirakos reste à Nor-Getik jusqu'à sa mort, en 1271 ; il y est enterré.

## Œuvres

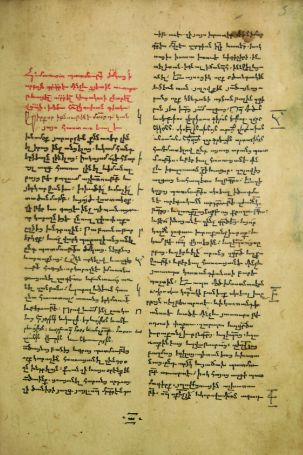
copie manuscrite de 1664, de la première page de l'Histoire des Arméniens

Kirakos a rédigé plusieurs ouvrages dont le principal est son Histoire des Arméniens (Պատմություն Հայոց), commencée le 19 mai 1241 et achevée en 1265. Ce livre est divisé en deux parties. La première débute avec la vie de Grégoire l'Illuminateur, le saint patron de l'Église apostolique arménienne, et est principalement consacrée à l'histoire de cette Église du IVe au XIIe siècle ; la seconde traite des conséquences et des dommages matériels causés par les invasions seldjoukides et mongoles.
Environ 47 copies des 65 chapitres de l'Histoire des Arméniens ont survécu et sont notamment préservées au Matenadaran à Erevan ainsi que dans divers musées à Vienne, Londres, Paris ou Saint-Pétersbourg.
Kirakos a également rédigé un Ménologe (liste des saints).